# Jurský svět
Jurský svět (v anglickém originále Jurassic World) – dříve také Jurský park 4 – je americký vědecko-fantastický film. Je pokračováním úspěšné série filmů Jurský park (1993), Ztracený svět: Jurský park (1997) a Jurský park 3 (2001). Jedná se o jeden z nejvýdělečnějších filmů všech dob.

## Děj
Příběh se odehrává 22 let po událostech z prvního dílu. Nyní je zde plně funkční a zmodernizovaný park jménem Jurský svět, nacházející se na původním ostrově Isla Nublar, avšak nyní pod správou Masrani Global Corporation. Tento ostrov nabízí zábavu pro turisty, ale i výzkum pro paleontology a další vědce. Bratři Zach a Gray Mitchellovi jedou do parku navštívit svou tetu Claire Dearingovou, která má funkci provozního ředitele. Po připlutí na ostrov děti zjistí, že Claire je příliš zaneprázdněna prací, a tak s nimi nemůže trávit čas a děti jsou ponechány v péči její asistentky Zary.
Claire ukáže Simonu Masranimu, miliardáři a faktickému majiteli parku, výběh nového, geneticky modifikovaného dinosaura s druhovým názvem indominus rex. Tohoto genetického hybrida vědci vytvořili, aby zvýšil návštěvnost parku. Po prohlídce Masrani navrhne, aby bezpečnost výběhu zkontroloval Owen Grady – bezpečnostní expert a trenér skupiny velociraptorů. Ten mezitím zkoumá inteligenci čtyř z nich (s přezdívkami Blue, Charlie, Delta a Echo), načež je osloven Vicem Hoskinsem, ředitelem bezpečnosti parku, který by rád využil velociraptory coby biologickou zbraň. Owen a jeho kolega Barry se mu posmívají, ale po drobné nehodě je Hoskins jen utvrzen v tom, že cvičení raptoři by skutečně šli použít ve válce.
Gray a Zach si mezitím užívají parku: vodního světa s obřím mosasaurem, projížďky terénním vozem mezi galimimy, anebo ukázku dravosti tyrannosaura. U další atrakce (projížďka na mláďatech triceratopsů a hraní si s mláďaty býložravých dinosaurů) však bratři utečou a zmizí Zaře z dohledu, aby si užili parku po svém.
Claire zajde k Owenovi s žádostí prohlédnout indomina: Owen jen neochotně souhlasí. Po příjezdu k výběhu však hybrid není vidět, a to ani na termálních senzorech po celém výběhu. Owen se ptá Claire, z jakého DNA je indominus stvořen, ale odpovědí mu je pouze DNA tyrannosaura, zbytek je přísně tajný. Owen si všimne škrábanců na zdi výběhu a tak se domnívá, že indominus přelezl zeď a uprchl. Claire odjede do řídícího centra, aby zjistila jeho polohu a Owen vstupuje do výběhu se dvěma hlídači. Claire a další řídící parku zjistí, že indominus je stále ve svém výběhu. Následně při úprku přežije jako jediný Owen a ke vší smůle indominus uprchne. Claire proto povolá komando speciální bezpečností služby ACU (v originále Asset Containment Unit), která používá nesmrtící elektrické zbraně a velí jí Katashi Hamada. Skupina najde lokalizátor s kusem vyrvaného masa, což dokazuje, že je indominus vysoce inteligentní. Následně tento dravec vystoupí z lesa a změní si barvu kůže podobně jako chameleon. Polovina komanda je zabita a Claire nechá uzavřít severní část parku.
V návaznosti na tyto události si Masrani promluví s genetickým inženýrem Henrym Wu, který vysvětlí, že indominus byl stvořen z DNA různých dinosaurů, ale i jiných živočichů, jako jsou rosničky (s odůvodněním, aby lépe přežil v tropech; díky této schopnosti oklamal termální senzory) a sépie (aby vůbec přežil růst do dospělosti; proto dokáže měnit barvu kůže podle prostředí).
Děj poté opět sleduje Graye a Zacha, kteří navzdory veřejnému varování vstoupí do průhledné transportní koule zvané gyrosféra a vjedou do údolí plného triceratopsů, apatosaurů a stegosaurů. Na konci údolí objeví poškozenou část plotu a vjedou do zakázané zóny, což je poloha parku z prvního dílu. Zde objeví stádečko ankylosaurů, načež na ně zaútočí indominus, ovšem bratrům se podaří uprchnout.
Když se Claire dozví, že její synovci utekli, rozhodne se je s Owenovou pomocí zachránit. Při pátrání dojdou do údolí, kde naleznou mrtvoly apatosaurů, které indominus zabil „pro zábavu“. Gray a Zach mezitím objeví starou, rostlinami zarostlou budovu: hlavní sál z prvního filmu, kde je doposud bývalá jídelna a dinosauří kosti. Vzápětí objeví starý džíp, nastartují jej a vyrazí zpět do parku. Krátce po nich dorazí i Claire a Owen, ale napadne je indominus. Jen taktak uprchnou a vydají se za dětmi.
Hoskins se v nastalé krizi snaží přesvědčit Masraniho, aby použili velociraptory k vystopování indomina, ale marně. Masrani má jiný plán: společně s dvěma vojáky  ACU odletí ve  vrtulníku indomina sestřelit. Celá akce se však zvrtne, vrtulník se zřítí a exploduje a nehodou se na svobodu dostanou draví pteranodoni a dimorphodoni.
Zach a Gray přijedou zpět do parku, na turisty však zaútočí uprchlí pterosauři. Nastane naprostý chaos: je vyhlášena evakuace, Zaru unese pteranodon a vzápětí ji sežere mosasaurus, a Hoskins přebírá vedení parku a povolá vojáky InGenu. Vzápětí se bratři setkají s Claire a Owenem, načež vyrazí k výběhu velociraptorů, kde Hoskins i přes Owenův nesouhlas chystá zapojit raptory do boje. Owen se coby raptoří „alfa“ neochotně přidá do akce a vyrazí na indomina. Při střetu s ním bohužel zjistí, že ta tajná část jeho DNA je velociraptoří, kvůli čemuž se raptoři přidají k indominovi a propukne masakr. Raptor Charlie umírá, Claire, Owen a bratři uprchnou a indominus se zbylými raptory zmizí v lese.
Hrdinové poté vyrazí do hlavního atria parku, kde vstoupí do genetických laboratoří. Zde objeví Hoskinse spolupracujícího s Dr. Wu: přepravují embrya dinosaurů kamsi na tajné místo určené InGenem, a zároveň vysvětlí, že indominus byl stvořen jen jako zbraň pro armádu. V dalším momentu Hoskinse zcela nečekaně zabije velociraptor Delta a tak Claire, Owen a děti utečou na hlavní ulici. Ke vší smůle dorazí i indominus a raptoři. Ti si naštěstí vzpomenou na Owenův výcvik a propukne bitva, při níž jsou raptoři Delta a Echo zabiti. Claire vypustí tyrannosaura (konkrétně Rexy, samici, jenž se objevila už v původní trilogii Jurského parku) a společně s raptorem Blue zatlačí indomina k laguně, kde jej stáhne pod vodu a následně sežere mosasaurus. Rexy, která nikdy neměla velociraptory zrovna v lásce, uzná Bluinu zásluhu na zabití indomina a obě dvě následně odchází.
Později vidíme, jak se Claire, Owen, Grey a Zach setkávají se svými rodiči – Karen a Scottem Mitchellovými. Finální scéna ukáže, jak Rexy na ostrově vstoupí na heliport a mocně zařve, což dokazuje, že dinosauři opět převzali vládu nad ostrovem Isla Nublar.

## Obsazení
- Chris Pratt jako Owen Grady bezpečnostní odborník a trenér skupiny čtyř Velociraptorů: Blue, Echo, Delta a Charlie
- Bryce Dallas Howard jako Claire Dearing, provozní ředitelka parku, teta Zacha a Graye
- Nick Robinson jako Zach Mitchell, starší bratr Graye a synovec Claire
- Ty Simpkins jako Gray Mitchell, mladší bratr Zacha a synovec Claire
- Vincent D'Onofrio jako Vic Hoskins, šéf bezpečnostního oddělení InGenu
- B.D. Wong jako Dr. Henry Wu, genetik, stvořitel Indomina Rexe a jediná to postava z předchozích dílů
- Irrfan Khan jako Simon Masrani, majitel parku Jurský Svět
- Omar Sy jako Barry, kamarád a kolega Owena a také trenér velociraptorů
- Katie McGrath jako Zara Young, osobní asistentka Claire
- Jake Johnson jako Lowery Cruthers, počítačový pracovník v kontrolní místnosti
- Lauren Lapkus jako Vivian, spolupracovnice Loweryho v kontrolní místnosti
- Brian Tee jako Katashi Hamada, velitel speciální bezpečnostní služby na ostrově Isla Nublar
- Judy Greer jako Karen Mitchell, sestra Claire a matka Zacha a Graye
- Andy Buckley jako Scott Mitchell, otec Zacha a Graye

## Dinosauři ve filmu
Viz také články Tyrannosaurus v populární kultuře, Stegosaurus v populární kultuře, Velociraptor v populární kultuře a Dinosauři v populární kultuře.
Ve filmu se objevil rod Velociraptor, Tyrannosaurus rex, mořský ještěr Mosasaurus, ptakoještěr Pteranodon a Dimorphodon, Ankylosaurus, Gallimimus, Stegosaurus, Apatosaurus, Triceratops a Parasaurolophus, a objevil se zde i Dilophosaurus, byť jen jako hologram. Dále byl zmíněn i Pachycephalosaurus, konkrétně se mluvilo o jejich útěku ze západních plání. Novinkou je “dinosaurus” hybrid s fiktivním druhovým názvem Indominus  rex geneticky upravený kříženec Tyranosaura a Velociraptora. Byl vyvinut z DNA žáby rosničky (s odůvodněním, aby lépe přežil v tropech; díky této schopnosti oklamal termální senzory) a sépie (aby vůbec přežil růst do dospělosti; proto dovedl měnit barvu kůže podle prostředí) na oficiální webové stránce filmu bylo dříve uváděno i DNA rodů Carnotaurus, Giganotosaurus, Majungasaurus a Rugops. Indominus je vysoce inteligentní, zabíjí „pro zábavu“ ostatní dinosaury a má velmi pevnou kůži, odolnou i proti slabším střelám.
Přesto je jakousi nepsanou hlavní hvězdou filmu tyrannosaurus rex, který nakonec zabije i děsivého indomina a stane se pomyslným pánem ostrova. Závěrečná scéna tak podtrhuje význam tohoto ikonického druhu dravého dinosaura pro populární kulturu ve 20. a 21. století.

## Pochyby odokončení
První zprávy o přípravách k natáčení dalšího dílu se objevily v červnu 2002. Pak ale následkem různých průtahů došlo k odsouvání příprav o mnoho let. V prosinci roku 2008 se poprvé ze strany společnosti Universal ozvala pochybnost o smyslu další práce na tomto filmu. Na vině byla částečně také smrt (4. 11. 2008) autora knižní předlohy Michaela Crichtona. Nebylo tedy jisté, jestli bude film vůbec někdy natočen. Na přelomu roku 2010 a 2011 se objevily další spekulace o údajném probíhajícím natáčení filmu, Universal je však nepotvrdil. Teprve v lednu roku 2013 všechny pochyby o dokončení filmu padly, natáčení definitivně začalo na jaře roku 2014 a premiéra proběhla v červnu 2015.

## Produkce
Natáčení probíhalo od 14. dubna 2014 na Havaji a v New Orleans. Podle Trevorrowa byli pro vytvoření animatronických dinosaurů opět osloveni tvůrci z někdejších Studií Stana Winstona (dnes Legacy Effects). Kromě toho jsou samozřejmě využity i počítačové animace, o jejichž rozvoj se velmi zasloužily právě předchozí filmy z této série. Dne 25. listopadu byl zveřejněn první trailer k filmu.

## Hudba
Soundtrack k filmu natáčel skladatel Michael Giacchino. Opět v něm byl využit hlavní hudební motiv oscarového skladatele Johna Williamse z prvního filmu.

## Tržby
Jurský svět získal hned několik rekordů a stal se snímkem, který nejrychleji v historii překonal v tržbách hranici 500 milionů, 1 miliardy i 1,5 miliardy dolarů. V současnosti je s celosvětovými tržbami kolem 1,67 miliardy dolarů komerčně pátým nejúspěšnějším snímkem všech dob, hned za extrémně úspěšnými velkofilmy Avatar (2009) s 2,7 miliardy dolarů a Titanic (1997) s 2,1 miliardy dolarů a Star Wars: Síla se probouzí s 2 miliardy dolarů. Je také zdaleka nejúspěšnějším snímkem ze série "Jurských parků" a historicky nejúspěšnějším snímkem filmových studií Universal Studios.

## Další díly
Vzhledem k ohromnému finančnímu úspěchu snímku (jako první v historii vydělal jen za první víkend přes 500 milionů dolarů) se reálně uvažuje o dalších dvou pokračováních. Herec Chris Pratt a režisér Colin Trevorrow již v půlce června 2015 potvrdili, že film (předběžně označovaný jako Jurský svět 2) byl pevnou položkou v plánech studií Universal.. V červenci 2015 bylo oznámeno, že druhý díl Jurského světa bude do kin uveden 22. června 2018. V hlavních rolích se opět objevili Chris Pratt a Bryce Dallas Howardová.
Závěrečný díl trilogie, kterou tento snímek započal, byl do kin uveden 10. června 2022.